# Sara Micó Soler
Sara Micó Soler (L'Olleria, Vall d'Albaida, 24 de març de 1996) és una futbolista valenciana, que juga com a defensa al València CF.
Comença a jugar a futbol amb xics a l'equip de L'Olleria, fins que als 13 anys fa les proves per a fitxar pel València CF. Després va jugar al club SPA d'Alacant.
Ha jugat a les categories inferiors de la selecció valenciana, i de l'espanyola.